# Artyleria przedogniowa

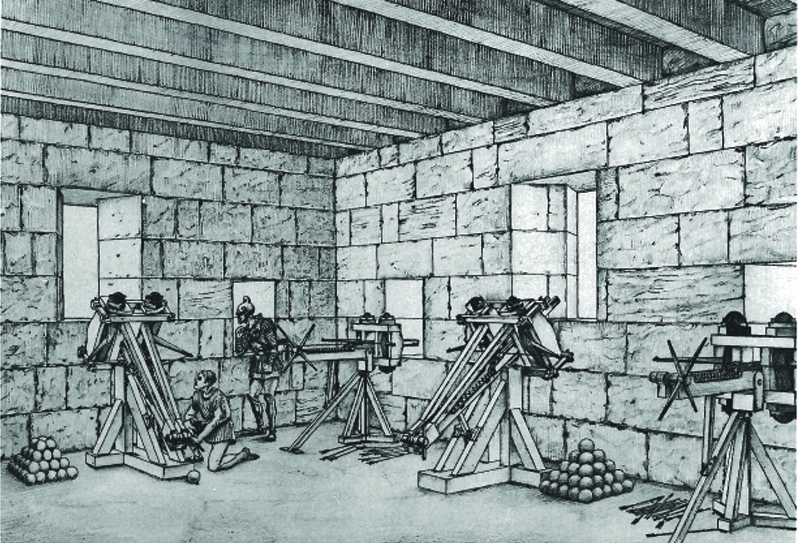
Artyleria hellenistyczna (balisty) w wieży obronnej antycznego miasta

Artyleria przedogniowa – machiny miotające prymitywne pociski (kuliste, strzały), używane w starożytności i średniowieczu. 
Artyleria przedogniowa spełniała podobne zadania jak współczesna, wykorzystując do miotania pocisków energię odprężenia elastycznych materiałów (w machinach neurobalistycznych) albo energię potencjalną ładunku podniesionego na pewną wysokość (w machinach barobalistycznych). Zanikła po wynalezieniu prochu czarnego i wprowadzeniu do powszechnego uzbrojenia artylerii lufowej.
Sporadycznie stosowano ją również w późniejszych epokach, zwłaszcza w warunkach braku broni artyleryjskiej, przez siły powstańcze, partyzanckie, nieregularne lub terrorystyczne. W czasie powstania warszawskiego urządzenia typu bricoli konstruowane z resorów samochodowych, wykorzystywano do miotania butelek zapalających i fugasów wypełnionych ładunkiem wybuchowym na bazie saletry potasowej.